# ギボウシ
ギボウシ（擬宝珠）は、キジカクシ科リュウゼツラン亜科ギボウシ属（学名: Hosta）の総称。山間の湿地などに自生する多年草。食用となり、花が美しく、日陰でもよく育つため、栽培される。
新エングラー体系及びクロンキスト体系ではギボウシ属はユリ科 Liliaceae に含められていた。

## 名称
「ギボウシ」は擬宝珠（ぎぼうしゅ）の転訛であるが、これはこの植物のつぼみ、または包葉に包まれた若い花序が擬宝珠に似ることに由来する。ギンボ（青森県）、タキナ（高知県）などの地方名がある。英語名 plantain lily は「オオバコユリ」という意味であるが、これはギボウシの葉がオオバコに似ているためである。
地方により、アメフリバナ、ウリッパ、オオバコ、ギボウシュ、ミズウルイ、ヤチウリなどの別名でもよばれている。

## 形態・生態
葉は根元から長楕円形の葉柄が伸び、太い中央脈がある。
花期は夏で、長い花茎を伸ばして総状花序をつくり、青色（白色の品種もある）の細長いラッパ状の花を咲かせる。マルハナバチなど大型のハナバチの訪花によって受粉される。
果実は朔果で3裂するが、栽培品種には結実しないものもある。

## 分布
東アジア原産。雑木林、草原、谷間などに生える。

## 人間との関わり

### 食材
日本にはオオバギボウシ（Hosta montana または Hosta sieboldiana var. gigantea）など20種ほどが野生し、いずれも東北地方から中部地方の一部などでウルイ、ギンボ、タキナなどの名で山菜として若葉や葉柄などが利用される。ただし、若葉が毒草のバイケイソウに似ており、誤食事故が多いので注意を要する。スジギボウシ（Hosta undulata）やその他雑種などが栽培される。栽培品の主な産地は山形県で、薄い黄緑色の若芽を出荷し、サラダ、浅漬け、油炒め、味噌和え、酢味噌和え、味噌汁、混ぜご飯、巻き寿司などに利用する。食味に癖はなく、噛むと少しぬめりがある。花は天ぷらや酢の物に利用できる。茎葉を乾燥させたものは「やまかんぴょう」という。
ただし、新芽は有毒植物のバイケイソウ（シュロソウ科）に似ているため、注意を要する。

### 園芸
江戸時代の日本で変異個体が多数園芸品種として固定され、さらにこれがシーボルトらによってヨーロッパに紹介されてヨーロッパでも多くの品種が育成された。
花言葉は「落ち着き」「沈静」「静かな人」。

## 下位分類
40種ほどがあるが、種間雑種ができやすく（特に栽培品種には多い）、分類には諸説ある。
- Hosta albofarinosa
- カンザシギボウシ Hosta capitata
- Hosta cathayana
- ツボミギボウシ Hosta clausa
- Hosta elata
- Hosta fluctuans
  - サガエギボウシ Hosta fluctuans 'Sagae'
- レンゲギボウシ Hosta fortunei
  - オーレオマルギナータ Hosta fortunei var. aureomarginata
- Hosta helonioides
- Hosta hypoleuca
- Hosta kikutii
  - ヒュウガギボウシ Hosta kikutii var. kikutii
  - スダレギボウシ Hosta kikutii var. polyneuron
- キヨスミギボウシ Hosta kiyosumiensis
- Hosta laevigata
- Hosta longipes
  - イワギボウシ Hosta longipes var. longipes
  - ヒメイワギボウシ Hosta longipes var. gracillima
- ミズギボウシ Hosta longissima
- ケイリンギボウシ Hosta minor
- Hosta montana
- Hosta nigrescens
- Hosta plantaginea
- Hosta rectifolia
- トウギボウシ（オオバギボウシ） Hosta sieboldiana
- Hosta sieboldii
  - コバギボウシ Hosta sieboldii var. sieboldii f. spathulata
- スジギボウシ Hosta undulata
- ムラサキギボウシ Hosta ventricosa
- Hosta yingeri
- バランギボウシ Hosta x alismifolia

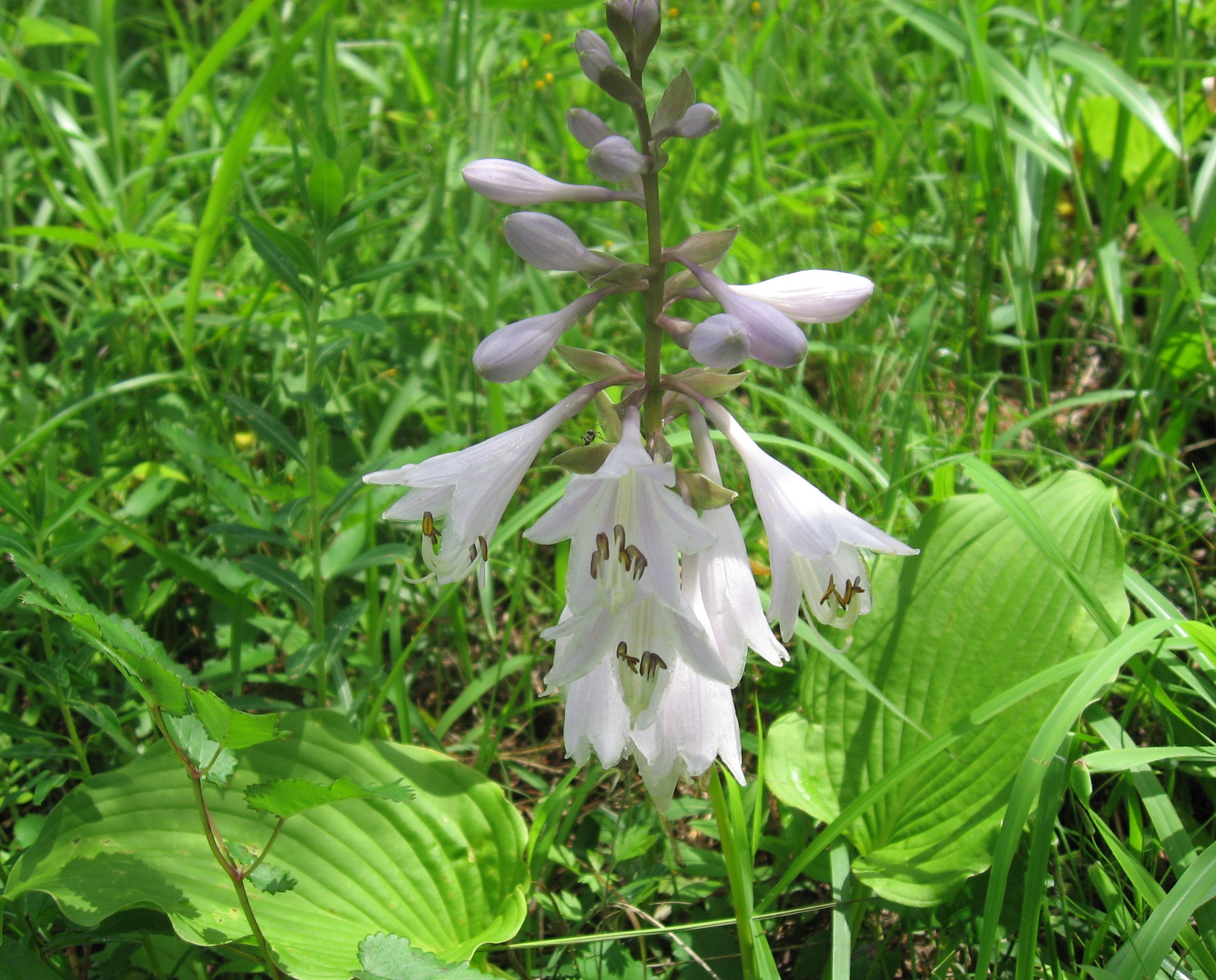
トウギボウシ（オオバギボウシ）
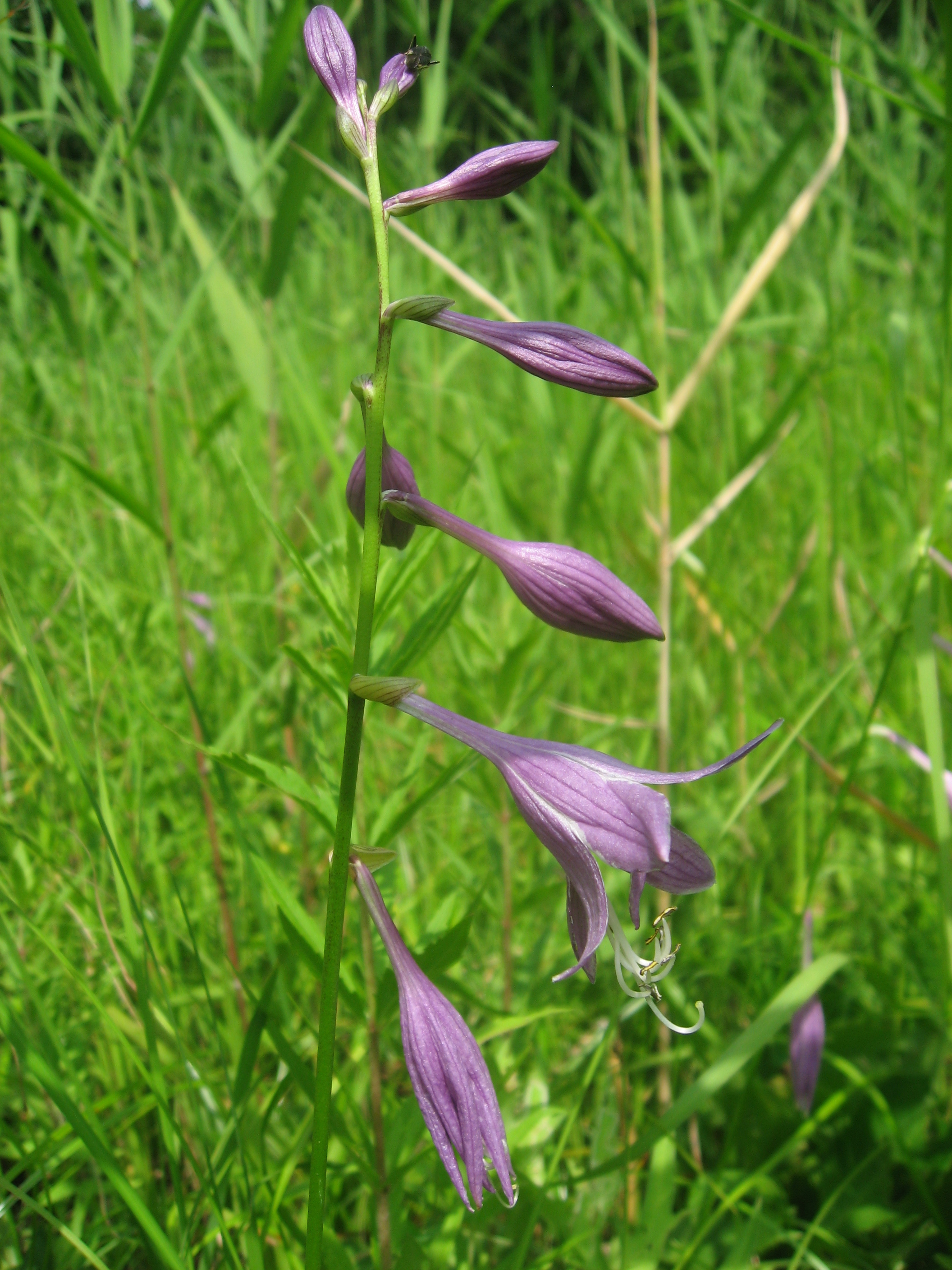
コバギボウシ
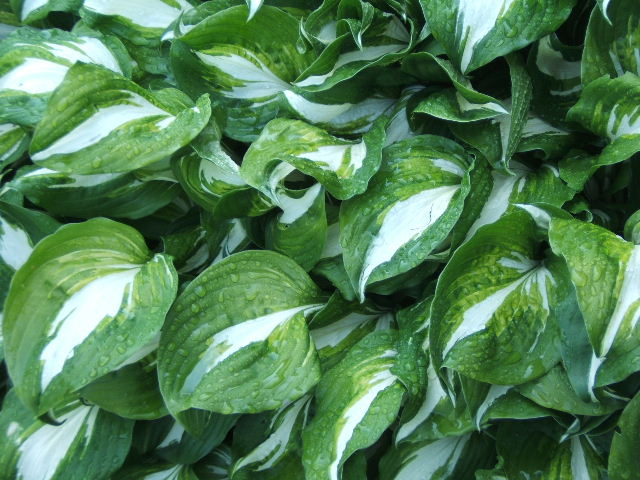
スジギボウシ（英語版）
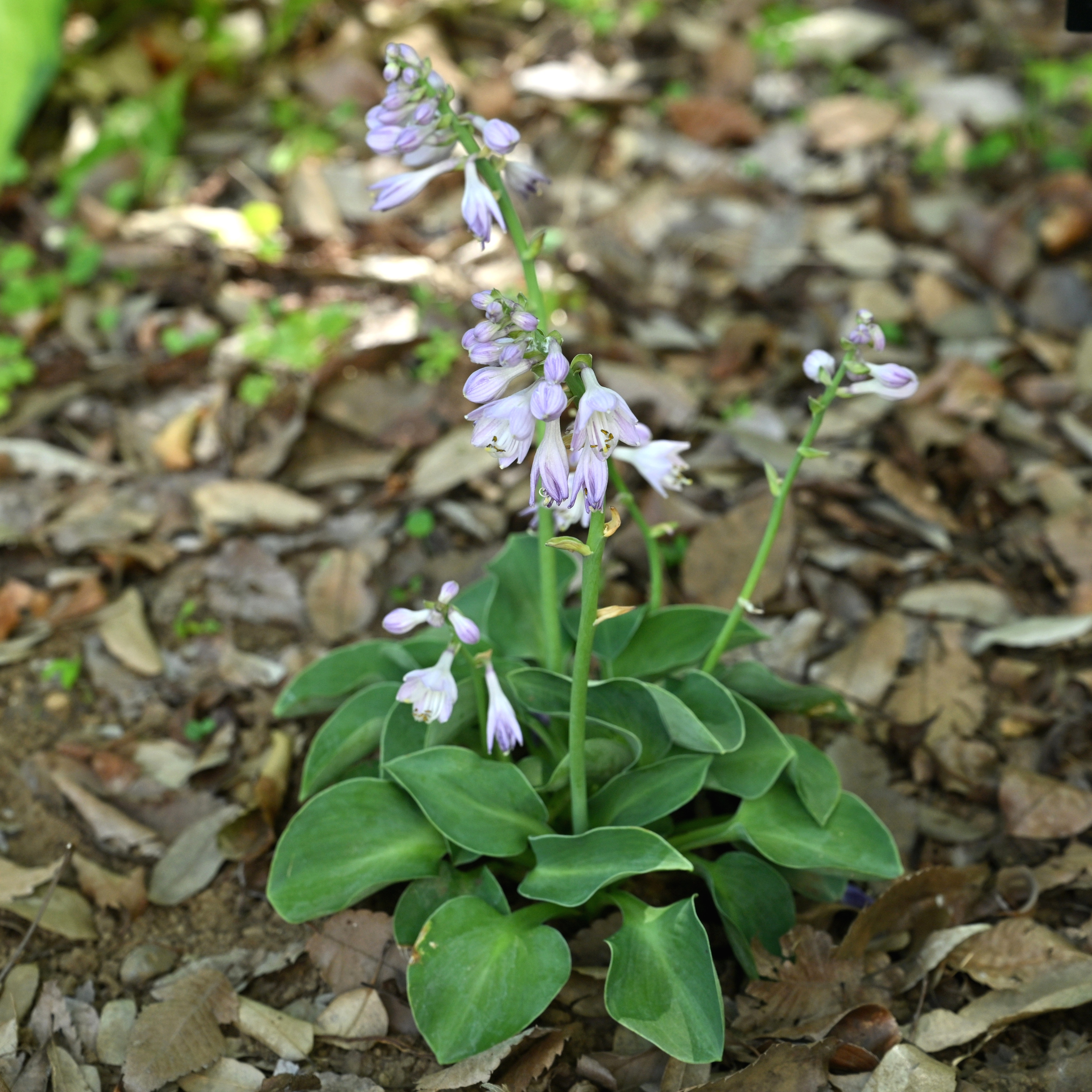
ギボウシ（ホスタ）‘ブルーマウスイヤー’（栽培品種）